# Danaraja (Purwanegara)
Danaraja is een bestuurslaag in het regentschap Banjarnegara van de provincie Midden-Java, Indonesië. Danaraja telt 4598 inwoners (volkstelling 2010).